# 스플릿 핑거

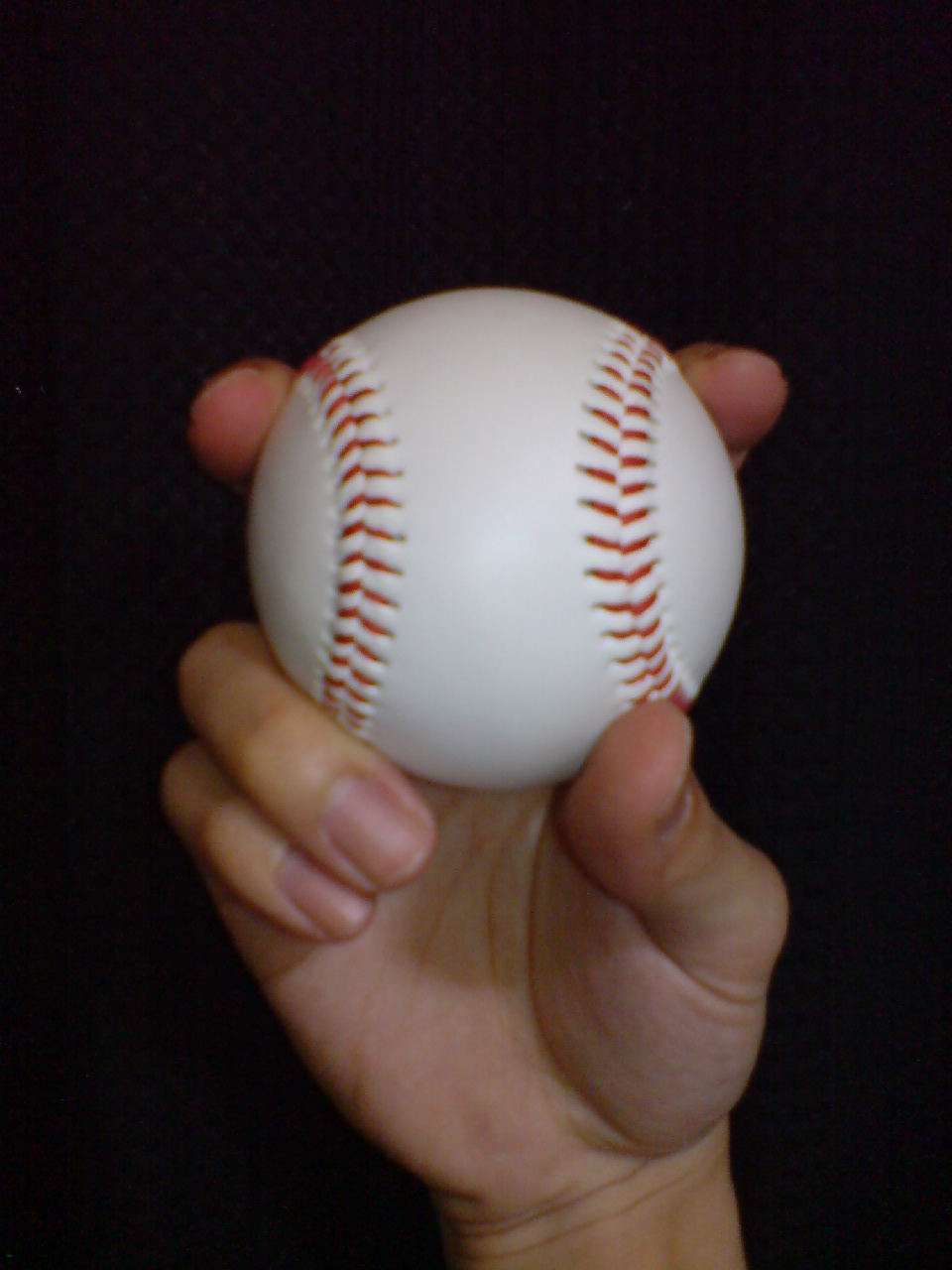
스플리터의 공 잡는 법

스플릿 핑거 패스트볼(Split-Finger Fastball, SF Ball)은 야구에서 투구의 구종 중 하나이며, 스플리터(Splitter)라 불리기도 한다.

## 특징
포크볼과 비슷한 구종으로서 똑같이 분류하는 경우도 많다. 거의 일직선으로 공이 날아오다가 홈 플레이트 앞에서 떨어진다. 포크볼보다 속도가 빠르지만 각도가 덜하다. 그렇지만 스플리터의 낙차도 작은 편이 아니기 때문에 스플리터가 더 애용된다. 또한 메이저 리그에서는 포크볼도 스플리터라고 부른다. 사실 스플리터, 포크볼을 구분하기란 전문가들도 쉽지 않다. 비교적 정확히 판단하기 위해선 그립을 봐야 한다.

## 쥐는 법
속구를 잡는 방법에서 잡는 손가락의 틈을 많이 벌려 주고 던진다. 투구 동작도 속구를 던질 때와 거의 차이가 없다. 공을 느슨하게 쥐고 던질수록 공은 느리게 날아가고, 던지는 팔의 팔꿈치나 손목이 꺾이는 정도가 예리할수록 공이 떨어지는 각도가 커진다.
팔꿈치나 손목에 무리가 많이 가기 때문에 부상의 위험이 크다는 단점이 있다. 포심으로 잡기도 하나 흔히 투심으로 잡고 던진다.

## 선수
이 구질을 잘 구사한 대표적인 투수로는 미국 메이저 리그의 로저 크레이그 (Roger Craig), 로저 클레멘스 (Roger Clemens), 커트 실링 (Curt Schilling), 마이크 스캇 (Mike Scott) 등이 있다. 우리나라에서는 해태 타이거즈 투수였던 차동철, LG 트윈스 이상훈 선수가 주로 구사했었고, KIA 타이거즈 최영필 선수가 주로 구사하며 잘 사용한다